# Lång-Rösten
Långrösten är en sjö i Ovanåkers kommun i Hälsingland och ingår i Ljusnans huvudavrinningsområde. Sjön är 12,6 meter djup, har en yta på 6,1 kvadratkilometer och befinner sig 173 meter över havet. Sjön avvattnas av vattendraget Rösteån (Vinnfarsån).

## Delavrinningsområde
Lång-Rösten ingår i det delavrinningsområde (681961-150944) som SMHI kallar för Utloppet av Lång-Rösten. Medelhöjden är 201 meter över havet och ytan är 47,18 kvadratkilometer. Räknas de 31 avrinningsområdena uppströms in blir den ackumulerade arean 261,05 kvadratkilometer. Rösteån (Vinnfarsån) som avvattnar avrinningsområdet har biflödesordning 2, vilket innebär att vattnet flödar genom totalt 2 vattendrag innan det når havet efter 76 kilometer. Avrinningsområdet består mestadels av skog (71 procent). Avrinningsområdet har 6,3 kvadratkilometer vattenytor vilket ger det en sjöprocent på 13,3 procent.